# الیو جرمانو
الیو جرمانو (به ایتالیایی: Elio Germano) بازیگر ایتالیایی است.
او در سال ۲۰۱۰ برای بازی در فیلمِ زندگی ما موفق شد جایزه بهترین بازیگر نقش اول مرد را مشترکاً با خاویر باردم در جشنواره فیلم کن از آنِ خود کند.
جرمانو سه بار در سال‌های ۲۰۰۷، ۲۰۱۱ و ۲۰۱۵ برای بازی در فیلم‌های برادرم تنها فرزند است، زندگی ما و لئوپاردی جایزهٔ دیوید دی دوناتلو بهترین بازیگر مرد را گرفته است.

## فیلم‌شناسی
- آلاسکا (۲۰۱۵)
- لئوپاردی (۲۰۱۴)
- زندگی ما (۲۰۱۰)
- ناین (۲۰۰۹)
- برادرم تنها فرزند است (۲۰۰۷)
- به کجا می‌روی، عزیزم؟ (۲۰۰۵)
- ملیسا پی. (۲۰۰۵)
- مسابقه ناعادلانه (۲۰۰۱)
- پادره پیو: مرد کرامات (۲۰۰۰)